# Монгуш, Сундукай Шээлеевич
Сундукай Шээлеевич Монгуш (15 мая 1930—1996) — Народный хоомейжи Республики Тыва (1992).

## Биография
Сундукай Шелээвич Монгуш родился 15 мая 1930 года в селе Алдан-Маадыр Тувинской Народной республики средним сыном в семье аратов. С 1948 по 1950 годы служил в армии. В 1956 году, окончив сельскохозяйственный техникум, много лет работал в системе организации заготовительной организации Тувинской потребительской кооперации. С 1971 по 1985 годы работал начальником ВУС. В 1985 году после окончания торгового техникума, всю жизнь работал по линии торговли в Дзун-Хемчикском районе. Активно участвовал в конкурсах художественной самодеятельности. Неоднократно принимал участие в районных, республиканских и всесоюзных фестивалях и конкурсах и всегда занимал призовые места.

## Награды и звания
- Победитель Республиканского конкурса «Хоомей» (1958)
- Лауреат Всероссийского конкурса художественной самодеятельности в честь 50-летия образования СССР. (1972)
- Ценный подарок «За талантливое исполнение тувинской народной песни „Шолбанаайн“ на Республиканском фестивале народного творчества» (1974)
- "За хорошее исполнение горлового пения «каргыраа» на Республиканском фестивале Министерства культуры Тувинской АССР (1976)
- Дипломант Международного фестиваля «Радуга-81» в честь 100-летия русского хорового общества
- Диплом I-ой степени Республиканского смотра-конкурса исполнителей горлового пения
- Почётная грамота РНМЦ НТ И КПР «За активное участие в художественной самодеятельности и за классическое исполнение обертонного горлового пения» (1980)[2]
- Лауреат Республиканского конкурса г. Кызыла во Всесоюзном масштабе (1981)
- Почётная грамота «За высокое исполнительское мастерство и за пропаганду народного творчества» на первом Республиканском фестивале «Хоомей» (1981)
- Нагрудный знак «За отличную работу» Министерства культуры СССР (1985)
- Нагрудный знак «За доблестный труд» Министерства культуры Тувинской АССР
- Почётная грамота «За активное участие в смотре художественной самодеятельности кожууна, посвященном 70-летию Великой Октябрьской социалистической революции». (1987)
- Почётная грамота Комитета народного контроля РСФСР[1]
- Почётная грамота Обкома КПСС[1]
- Почётная грамота Совета Министров Тувинской АССР
- Почётная грамота Обкома профсоюзов Тувинской АССР
- Почётная грамота Обкома ВЛКСМ Тувинской АССР
- Диплом I-ой степени Союза композиторов СССР
- Заслуженный деятель культуры Тувинской АССР (1984)
- Народный хоомейжи Республики Тыва (1992)